# Duetto buffo di due gatti
Duetto buffo di due gatti (italienisch für „Humoristisches Duett für zwei Katzen“) ist ein beliebtes Musikstück für zwei Stimmen (meist Soprane, oder Sopran und Alt), das oft als Zugabe bei Konzerten erscheint. Der Text besteht ausschließlich aus dem Wort „Miau“, das immer und immer wieder wiederholt wird.
Das Stück wurde und wird in der Regel Gioachino Rossini zugeschrieben. In Wirklichkeit aber ist es nicht von ihm, sondern eine Kompilation aus dem Jahr 1825, die zu einem Gutteil auf Rossinis Oper Otello von 1816 basiert. Das Arrangement stammt wahrscheinlich von dem englischen Komponisten Robert Lucas Pearsall, der es unter dem Pseudonym G. Berthold in Umlauf brachte. Eine von der populären Version abweichende Variante wurde unter der Autorschaft von Friedrich August Reißiger bekannt.

## Aufbau
In der Reihenfolge des Auftretens umfasst das Stück folgende Zitate:
- die Katte-Cavatine des dänischen Komponisten Christoph Ernst Friedrich Weyse[2]
- Abschnitt des Duetts von Otello und Jago in Rossinis Otello, Zweiter Akt.
- Abschnitt der Cabaletta der Arie Ah, come mai non senti in Rossinis Otello, Zweiter Akt, gesungen von Rodrigo